# Gerečja vas
Gerečja vas je dolga obcestna vas ob krajevni cesti 1 km zahodno od ceste Ptuj – Maribor v Občini Hajdina. Nekoč je vas bila pretežno kmečka, danes je med 153 hišnimi številkami le še 9 kmetij, kjer je kmetijstvo edini vir dohodka. Evidentiranih je 22 zaščitenih kmetij. Ljudje so se nekoč preživljali z poljedelstvom, živinorejo in nekaj malega tudi sadjarstvom. Gojili so veliko perutnine, kar se vidi tudi danes. 

## Vaška društva
- Društvo žena in deklet Gerečja vas  Arhivirano 2004-11-11 na Wayback Machine.,
- Športno društvo Gerečja vas  Arhivirano 2004-11-08 na Wayback Machine.,
- Prostovoljno gasilsko društvo Gerečja vas